# Faute lourde (droit français)
Ne doit pas être confondu avec Faute grave (droit français).
En droit français, la faute lourde est la catégorie de faute la plus grave. Son appréciation, et ses conséquences, sont différentes selon les domaines : droit de la responsabilité, droit du travail ou droit administratif.

## Droit civil

### Droit de la responsabilité contractuelle
En droit civil, la faute lourde « ne peut résulter du seul manquement à une obligation contractuelle, fût-elle essentielle, mais doit se déduire de la gravité du comportement du débiteur. Assimilable au dol, elle empêche le contractant auquel elle est imputable de limiter la réparation du préjudice qu’il a causé aux dommages prévus ou prévisibles lors du contrat et de s'en affranchir par une clause de non-responsabilité ».

#### Définition en droit de la responsabilité contractuelle
Il s'agit d'une faute particulièrement grossière faite par le débiteur d'une obligation qui dénote sa sottise, son incurie, ou son insouciance à l'égard des dangers que l'on crée.
Dans la hiérarchie des fautes, elle s'intercale entre la faute simple et le dol. La faute lourde est appréciée par rapport au comportement de bon père de famille de manière objective.
La Cour de Cassation a dans le passé, objectivé la notion de faute lourde en la définissant comme un "manquement à une obligation essentielle". Elle appréciait donc la faute lourde indépendamment du comportement du débiteur. La Cour de Cassation est revenue sur cette position très critiquée par l'arrêt Chronopost de 2005.
Si bien que la Cour de cassation, concrétisant des thèses doctrinales, adopte une conception plus subjective de la faute lourde. Elle affirme dans un arrêt de chambre mixte du 22 avril 2005 que: "seule la faute lourde caractérisée par la négligence d'une extrême gravité confinant au dol et dénotant l'inaptitude du débiteur de l'obligation à l'accomplissement de sa mission contractuelle, peut mettre en échec la limite d'indemnisation [...]".
Cette notion subjective de la faute lourde a été confirmée par l'arrêt de la chambre commerciale de la Cour de cassation rendu le 29 juin 2010, dit Faurecia 2.
La faute lourde se distingue du dol en ce qu'elle n'est pas intentionnelle mais elle comporte des points communs dans ses conséquences. En effet, elles permettent de ne pas appliquer les clauses limitatives de responsabilité, les clauses de non-responsabilité ainsi que les clauses pénales et le débiteur est dans les deux cas obligé de réparer l'entier dommage et non le seul dommage prévisible.
Cependant les garanties pour protéger le débiteur de ses fautes sont valables en ce qui concerne la faute lourde alors que ce n'est pas le cas pour le dol.

### Droit du travail
La notion de faute lourde est particulièrement utilisée en droit du travail pour limiter l'indemnisation prévue en cas de licenciement. Il s'agit en effet d'un licenciement pour motif personnel, à caractère disciplinaire.

#### Caractérisation en droit du travail
« La faute du salarié est considérée comme lourde lorsqu'elle est commise dans l'intention de nuire à l'employeur. [...] Elle peut être reconnue notamment en cas de concurrence déloyale ou lors d'une grève (par exemple en cas de dégradation, violence, séquestration ou lorsque le salarié empêche délibérément d'autres salariés non grévistes de travailler) ».

#### Conséquences en droit du travail
L'employé n'a quasiment plus droit aux indemnités de rupture du contrat et si le salarié a causé un préjudice à l'employeur, il peut être condamné à le réparer en versant des dommages-intérêts.
La faute lourde ne concerne pas uniquement les salariés, mais peut aussi concerner un dirigeant. Le 5 juillet 2016, la Cour de cassation a, par exemple,  confirmé le droit pour Eurazeo d’avoir mis fin pour faute lourde, sans droit à indemnités de rupture, aux fonctions de Philippe Guillemot, ancien directeur général d’Europcar. 